# La Durantaye
La Durantaye es un municipio parroquial canadiense situado en la provincia de Quebec.

## Superficie
La Durantaye tiene una superficie de 34,99 km².

## Demografía
En 2021, tenía 782 habitantes, una densidad poblacional de 22,3 hab./km², y 374 viviendas.